# Арпуилес (Долина Аосте)
Арпуилес је насеље у Италији у округу Долина Аосте, региону Долина Аосте.
Према процени из 2011. у насељу је живело 516 становника. Насеље се налази на надморској висини од 976 м.